# 106 Dywizja Piechoty Armii Krajowej
106 Dywizja Piechoty Armii Krajowej – jedna z dywizji piechoty w strukturze organizacyjnej Armii Krajowej. 

## Struktura organizacyjna
Zgodnie z założeniami planu Akcji „Burza”, wyrażonymi w rozkazie z września 1942, oddziały partyzanckie miały zostać odtworzone w oparciu o Ordre de Bataille Wojska Polskiego sprzed 1 września 1939 roku.
W wyniku przeprowadzania akcji odtwarzania przedwojennych jednostek wojskowych w 1944  powstała 106 Dywizja Piechoty AK, w skład której weszły (Okręg Kraków):
- 112 pułk piechoty AK Ziemi Miechowskiej (krypt. „Mleczarnia”; d-ca kpt. Kamil Gudowski ps. „Mak”),
- 116 pułk piechoty AK Ziemi Olkuskiej,
- 120 pułk piechoty AK Ziemi Pińczowskiej (krypt. „Kawiarnia”; d-ca kpt. Roman Zawarczyński ps. „Sewer”[1]).

Dowódcą dywizji był Bolesław Nieczuja-Ostrowski, a jego zastępcą cichociemny Antoni Iglewski.

## Działania wojenne
106 Dywizja Piechoty AK prowadziła liczne działania partyzanckie na terenie ziemi małopolskiej i kieleckiej. Jednostka ta wzięła czynny udział w realizacji Planu „Burza”. Skutkiem działania 106 Dywizji Piechoty AK było zniszczenie znacznych sił okupanta oraz powstanie, latem 1944 roku,  na terenach ziemi proszowickiej i pińczowskiej, tzw. Republiki Pińczowskiej. Pomimo że Pińczów został wyzwolony spod okupacji niemieckiej przez partyzantów 22 lipca 1944 roku, AK nadal działało w konspiracji, dopiero na podstawie rozkazu kpt Zawarczyńskiego na terenie miasta wystąpiło jawnie. Oficerami dywizji byli między innymi kpt. Władysław Stepokura i mjr Roman Zawarczyński.

## Upamiętnienie
- Nazwę 106 Dywizji Piechoty AK nosi jedna z ulic w Miechowie.
- Co roku w Proszowicach odbywa się marsz pamięci żołnierzy z Kompanii „Dominika", wchodzącej w skład 106 Dywizji Piechoty, którzy walczyli z okupantem w ramach działań partyzanckich i realizacji Planu „Burza"